# Pseudophilautus viridis
Espèce
Synonymes
- Philautus viridis Manamendra-Arachchi & Pethiyagoda, 2005

Statut de conservation UICN

 EN B1ab(iii)+2ab(iii) : En danger
Pseudophilautus viridis est une espèce d'amphibiens de la famille des Rhacophoridae.

## Répartition
Cette espèce est endémique du Sri Lanka. Elle se rencontre dans le massif Central entre 1 555 et 1 830 m d'altitude,.

## Description
Pseudophilautus viridis mesure de 26 à 37 mm. Son dos est généralement vert brillant bien que certains individus soient bruns. Sa gorge et son poitrail sont couleur chair ; son abdomen est blanc.

## Étymologie
Son nom d'espèce, du latin viridis, « vert », lui a été donné en référence à sa couleur.

## Publication originale
- Manamendra-Arachchi & Pethiyagoda, 2005 : The Sri Lankan shrub-frogs of the genus Philautus Gistel, 1848 (Ranidae: Rhacophorinae), with description of 27 new species. The Raffles Bulletin of Zoology, Supplement Series, no 12, p. 163-303 (texte intégral).